# 세이난 조가쿠인 대학
세이난 조가쿠인 대학(일본어: 西南女学院大学, 영어: Seinan Jo Gakuin University)은 후쿠오카현 기타큐슈시 코쿠라기타 구에 있는 기독교 침례교파의 사립대학이다. 자매 학교인 세이난 학원을 설립한 C·K·드자와 함께 일본 방문한 선교사 J.H.로우가 1922년에 창설한 학원이다.

## 학부
- 보건복지학부
  - 간호학과
  - 복지학과
  - 영양학과
  - 조산별과 (1년 과정)
- 인문학부
  - 영어학과
  - 관광문화학과
  - 인문학과

- 세이난 조가쿠인 대학 단기대학부
  - 생활창조학과
  - 체육과

## 관련 학교
- 세이난 조가쿠인 대학 단기대학부
- 세이난 조가쿠인 중학교, 고등학교

## 교통
- 기타규슈 공항
  - 제주항공 취항 (김포공항 - 기타규슈 공항) (2009년 4월부터)

- 코구라 역 남쪽 출입구 하차하여 니시테츠 버스 코구라역 버스센터 4번 승강장에서 25, 27, 28번 계통 승차(시미즈 경유 약 30분)
- 남코구라 역 하차하여 니시테츠 버스 남 오구라 역전에서 25, 27, 28번 계통 승차(시미즈 경유 약 10분 )
- 토바타 역 남쪽 출입구 하차하여 니시테츠 버스 토바타 역에서 25, 27, 28, 73, 83번 계통 승차(카즈에 경유 약 20분 )

모두 세이난 여학원 하차
택시를 이용하면 코구라 역, 토바타 역 모두 학교까지 약 20분 정도 소요되며, 1,400엔 정도, 남 코구라역은 약 10분 , 700엔 정도이다.

## 같이 보기
- 세이난 가쿠인 대학